# Paul Séjourné
Paul Séjourné (Orleans, 21 de diciembre de 1851 – París, 19 de enero de 1939) fue un ingeniero francés especializado en la construcción de grandes puentes de fábrica, un campo en el que hizo importantes innovaciones.
Es recordado por haber diseñado el puente Adolfo, en Luxemburgo —que en su inauguración el 24 de julio de 1903, con 84,65 m de luz, fue el puente de bóveda de mampostería más grande del mundo (luego superado por el puente de Syratal (1905) en Alemania (que alcanzó los 90 m)— y dos de sus puentes , que se conservan, han sido inscritos como monumentos históricos de Francia: el viaducto de Morez (en 1984) y el puente Séjourné (en 1990).

## Biografía

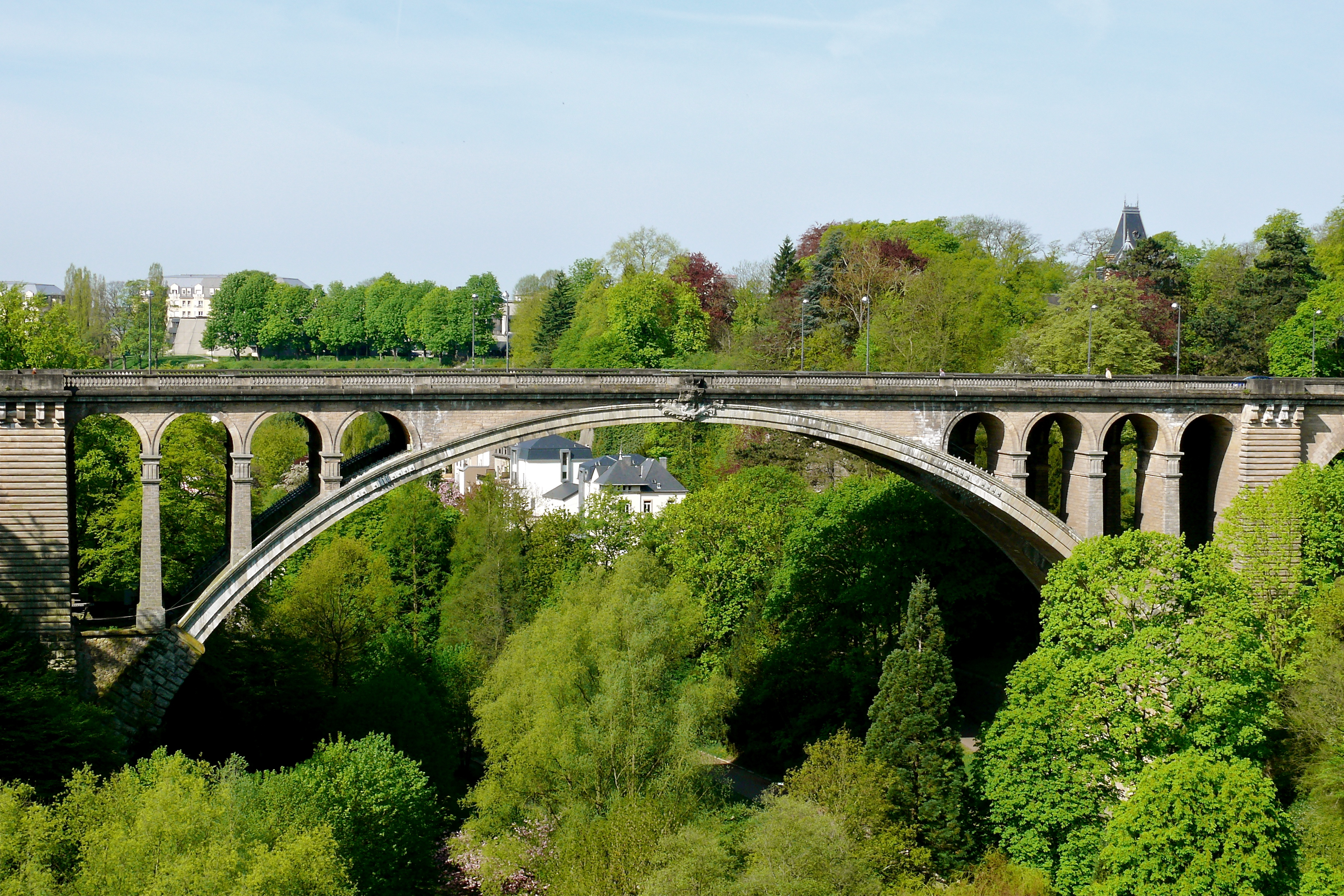
El puente Adolfo, en Luxemburgo, que fue en su inauguración, el 24 de julio de 1903, con 84.65 m de luz, el puente de bóveda de mampostería más grande del mundo antes de ser superado por el puente de Syratal (1905) en Alemania (que alcanzó los 90 m).

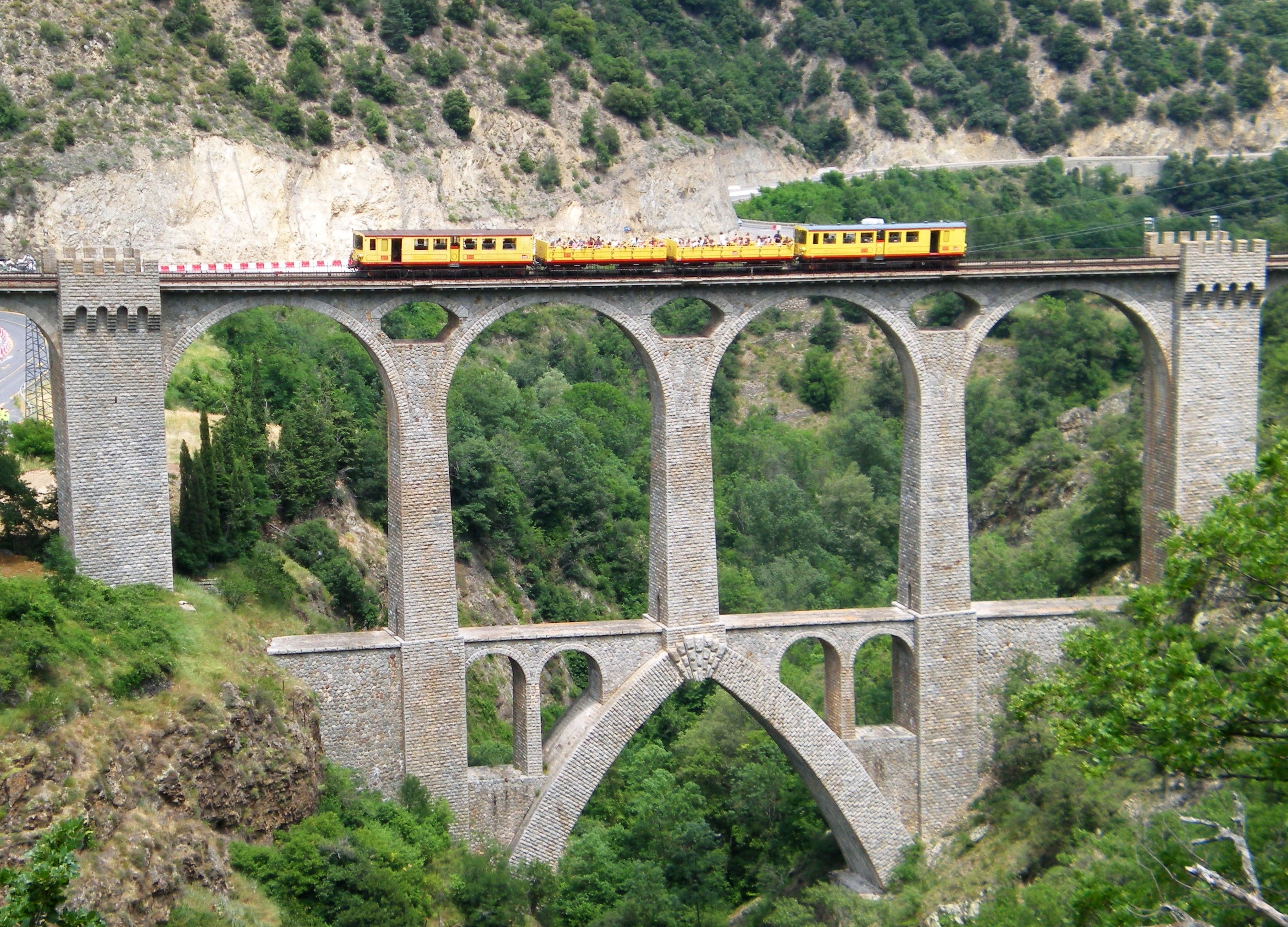
El puente de Séjourné o puente de Fontpédrouse (Pyrénées-Orientales, 1908),uno de los más célebres

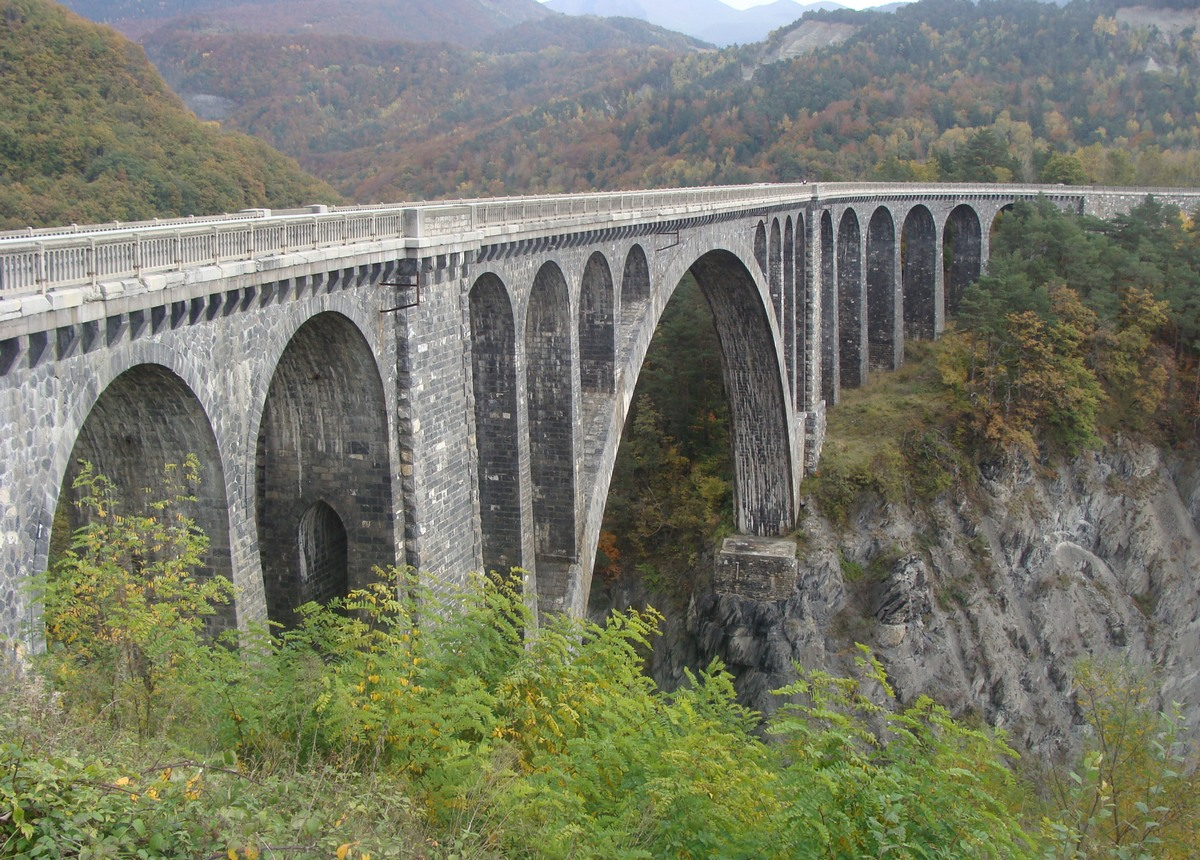
El viaducto de la Roizonne (La Mure, Isère, 1928), última gran obra de Paul Séjourné

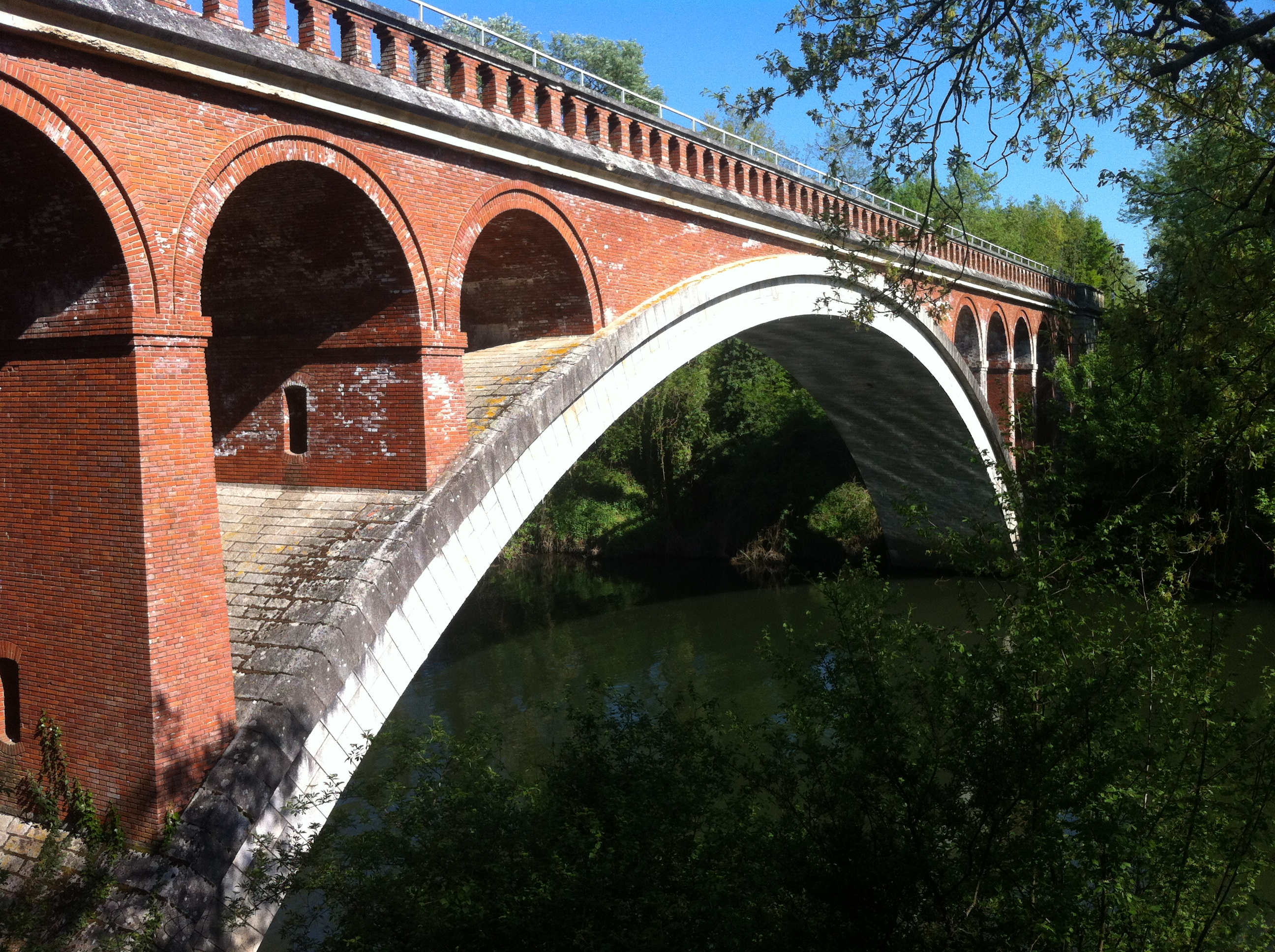
El puente Antoinette (llamado «puente de l'Aiguillou») sobre el río Agout en Sémalens, Tarn (1884)

Paul Séjourné nació el 21 de diciembre de 1851 en Orleans, hijo de Jean-Aimé-Eugène Séjourné, profesor de matemáticas, y de Françoise-Eulalie Bignon. 
Paul Séjourné se diplomó en la École polytechnique en 1873 y en la École nationale des ponts et chaussées (ENPC) en 1876. Fue nombrado ingeniero de puentes y calzadas (Ingénieur des Ponts et Chaussées) de Mende en 1877 y luego lo fue en Toulouse en 1890. En ambos cargos, Séjourné fue responsable de la supervisión de varias líneas de tren, en proyecto o construcción. Ganó su reputación con sus métodos innovadores, y en 1886 fue condecorado con la Legión de Honor, con la siguiente mención: «ha diseñado y construido, en varias líneas de ferrocarril, puentes con grandes luces dignos de ser considerados como modelos (...)».
Entre 1890 y 1893, Séjourné pidió una excedencia del servicio público para trabajar para la compañía Fives-Lille en España. En 1896 abandonó la administración y se unió a la compañía del PLM) (Compagnie des chemins de fer de Paris à Lyon et à la Méditerranée) como ingeniero jefe en Dijón, lo que no le impidió liderar otros proyectos importantes, como la construcción del célebre puente Adolfo en Luxemburgo. Fue nombrado jefe del servicio de construcciones de la PLM en 1909 y en este contexto dirigió la construcción del túnel del Mont-d'Or.. En 1916, el mariscal Hubert Lyautey le e confió la dirección de las líneas ferroviarias en Marruecos. En 1919 volvió a la PLM para ser vicedirector y dejó la compañía en 1927, a la edad de 76 años, con el título de director honorario. 
Entre 1901 y 1922, Séjourné estuvo a cargo del curso de puentes en mampostería en la ENPC. Publicó entre 1913 y 1916 un tratado en 6 volúmenes titulado Grandes voûtes (Grandes bóvedas), que compilaba todos sus conocimientos sobre ese tema. Tras ganar el premio Caméré en 1918, fue elegido como miembro de la Academia Francesa de Ciencias en 1924.
En 1926 fue promovido a gran oficial de la Legión de Honor. Una calle del distrito 6 de París, donde había vivido Paul Séjourné, fue rotulada a su nombre.
Paul Séjourné fue enterrado en el cementerio de Montmartre en París. Un busto suyo se encuentra en el vestíbulo principal de la École Nationale des Ponts et Chaussées, en la rue des Saints-Pères, en París. 

## Contribuciones técnicas
Paul Séjourné desarrolló algunas técnicas innovadoras:
- sobre el cálculo y diseño de cimbras: demostró el interés de construir bóvedas por rodillos sucesivos y del enclavado por secciones. En lugar de construir una cimbra única y costosa como se hacía desde el Renacimiento que soportase el peso completo de la bóveda, uso cimbras parciales más ligeras (del 20 al 70%) que soportasen  secciones paralelas, de forma que la cimbra solo tenía que soportar el peso de la sección construida: cuando la sección se completaba, soportaba su propio peso y la cimbra entonces podía desplazarse a la sección contigua. Recobraba así una técnica empírica utilizada por los romanos hasta la Edad Media. En las cimbras enrollados, lograba la rigidez a voluntad mediante el uso de tirantes de acero con la ayudad de tensores de tornillo.[5]

- sobre la construcción de la bóveda (implementada por primera vez durante la construcción del puente Adolfo en Luxemburgo): la bóveda se desdoblaba en dos anillos interconectados por el tablero, lo que conducía los esfuerzos por dos estructuras separadas, más ligeras de soportar por los contrafuertes. Reutilizará su técnica de «ponts jumeaux» (puentes gemelos) en Lyon (puente Wilson), en Toulouse (puente de Amidonniers),[8] y el proceso será sistematizado en el extranjero, dando lugar a la definición de un «tipo Séjourné». El primer puente en España en usar esta técnica fue el puente de la Reina Victoria del ingeniero José Eugenio Ribera Dutaste y del arquitecto Julio Martínez-Zapata Rodríguez.[9]

Aunque varios de sus contemporáneos, como Gustave Eiffel, recurrieron sistemáticamente a la carpitería metálica, Séjourné siguió diseñando y construyendo puentes de grandes luces de mampostería hasta finales de la década de 1920. A partir de entonces, las condiciones económicas condujeron al abandono de las obras de mampostería en beneficio del hormigón.

## Obra
Paul Séjourné participa en las siguientes estructuras como: 

### Diseñador
- 1884: puente Antoinette (conocido también como puente de l’Aiguillou) en Sémalens, puente ferroviario de Lavaur y puente de Saint-Waast en Coufouleux, los tras en la ligne de Montauban-Ville-Bourbon à La Crémade.
- 1884: puente de Castelet (en Perles-et-Castelet, Ariège), en la línea de Portet-Saint-Simon a Puigcerda.
- 1904: puente Adolfo, en Luxemburgo, (puente carretero sobre el río Pétrusse, cuyo arco central de 84 m) excedió en 17 m la bóveda más grande existente en ese momento.
- 1907: puente Séjourné, por donde transcurre la avenida Séjourné, sobre el canal de Brienne, en Toulouse.
- 1908: puente de Fontpédrouse (conocido como puente Séjourné) y viaducto de la Cabanase (1910) en Mont-Louis, en la línea de Cerdaña.
- 1909: viaducto de Chanteloube, en la línea de Chorges a Barcelonette. La línea nunca se completó y el viaducto está en la actualidad sumergido en el pantano Serre-Ponçon, aunque es visible cuando baja el nivel del agua.
- 1911: puente de los Amidonniers, conocido como puente de los Catalanes. Es un puente carretero sobre el río Garona, en Toulouse.
- 1912: viaductos de Morez en el Jura. Se encuentran en la línea de Andelot-en-Montagne a La Cluse.
- 1912: puente de Sidi Rached, en Constantine (Argelia).
- 1914: viaducto de la calanque de las Eaux salées, viaducto de Corbière, viaducto de la calanque de la Vesse, en la línea de Miramas a l'Estaque.
- 1915: túnel del Mont-d'Or entre Frasne y Vallorbe, en la línea de Dijon-Ville a Vallorbe (frontera).
- 1922: viaducto de Saorge (Alpes-Maritimes), en la línea de Coni a Vintimille. Este viaducto fue destruido en 1940 por el ejército francés.
- 1925: viaducto de Laussonne y viaducto de la Recoumène, la línea de Puy - Aubenas, que nunca se abrió.
- 1926: viaducto de Erbosseria, en Peille; viaducto de L'Escarène; viaducto del Caï (sobre el río Bévéra) en la línea de Niza a Breil-sur-Roya; viaducto del Scarassouï sobre el río Roya (destruido por la Wehrmacht en 1944); viaducto de Saint-Dalmas-de-Tende, en la línea de Coni a Vintimille. También hizo un puente carretero de Compiègne, sobre el río Oise (destruido por los franceses en junio de 1940).
- 1928: viaducto de la Roizonne y viaducto de la Bonne, realizados para la línea ferroviaria Mure-Corps, aunque hoy son puentes carreteros.

Puentes y viaductos diseñados por Séjourne
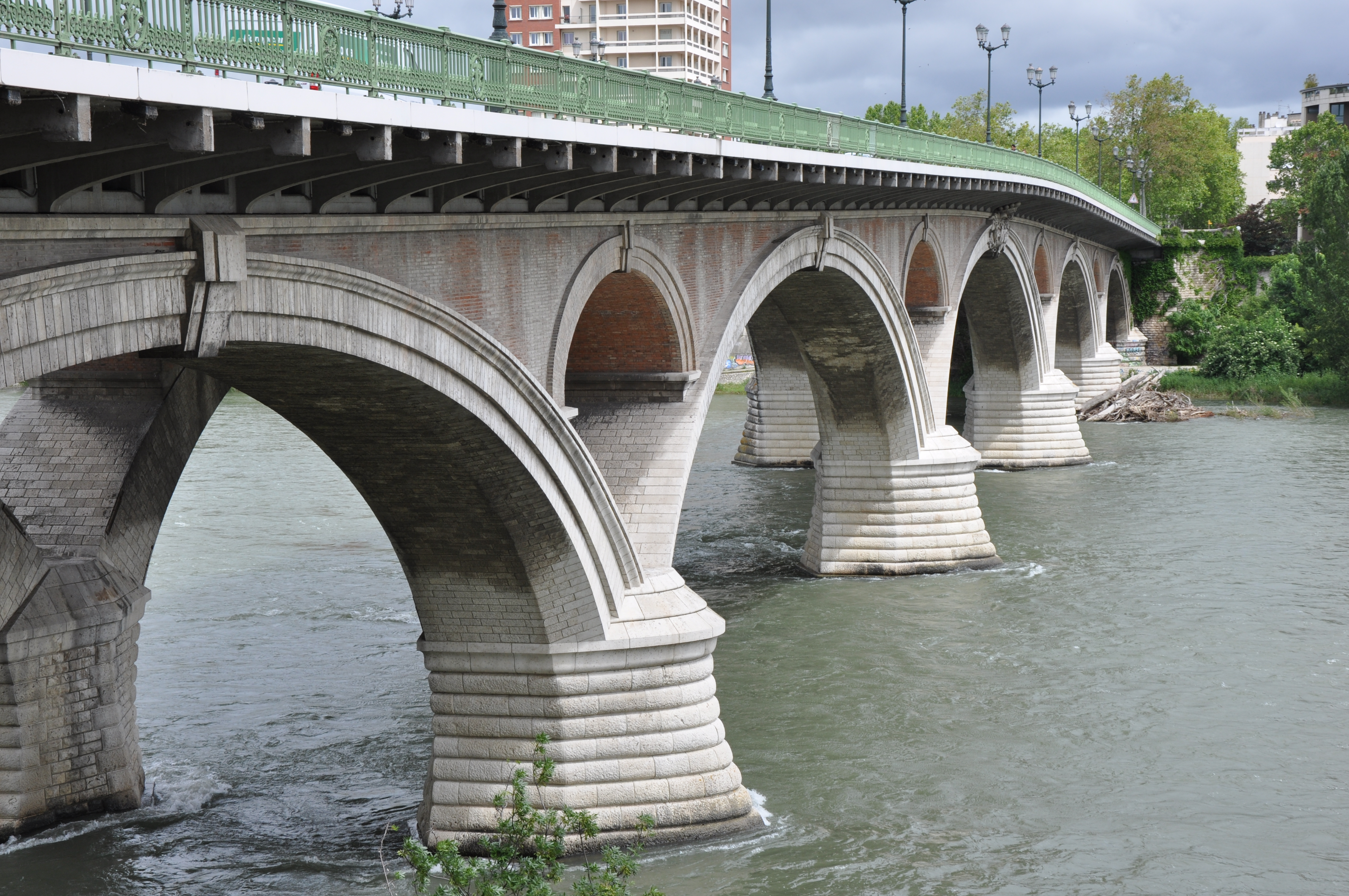
Puente de los Amidonniers o puente de los Catalanes, Toulouse (1907)
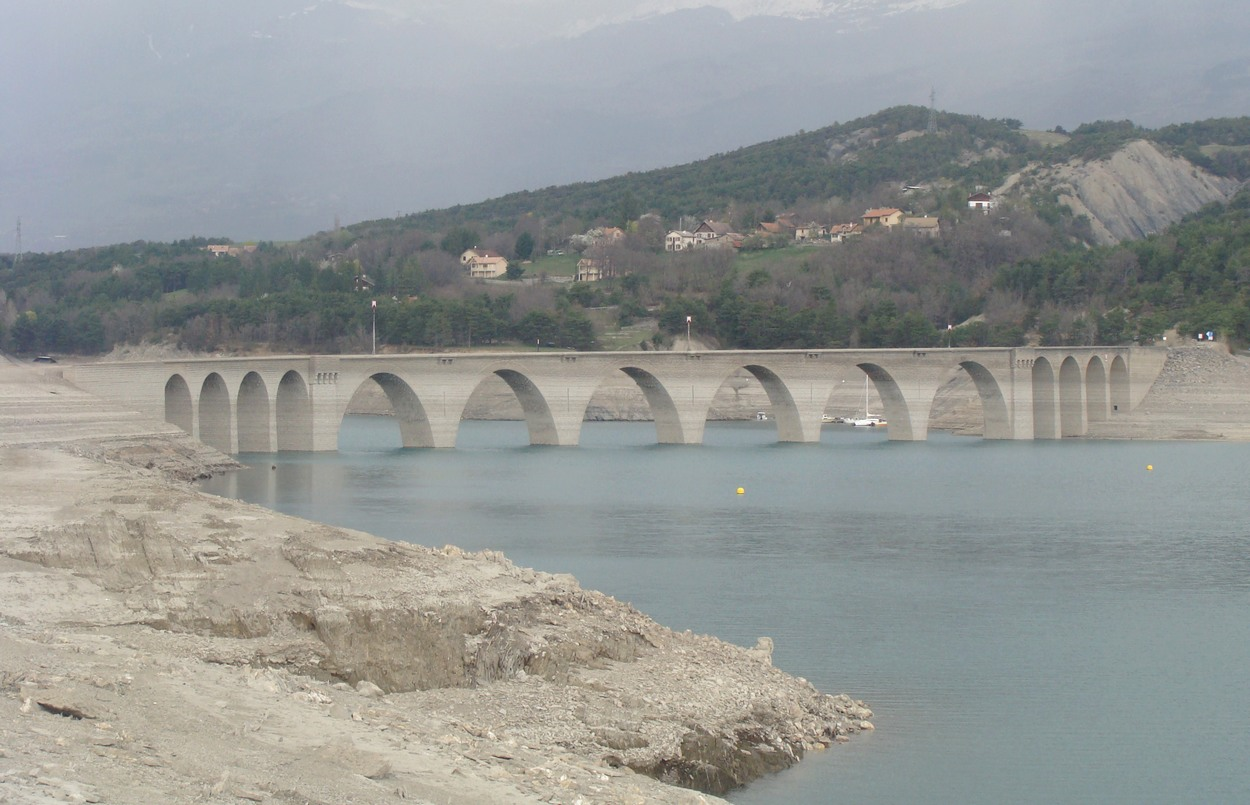
Viaducto de Chanteloube, cerca de Chorges, Altos Alpes (1909/1935)
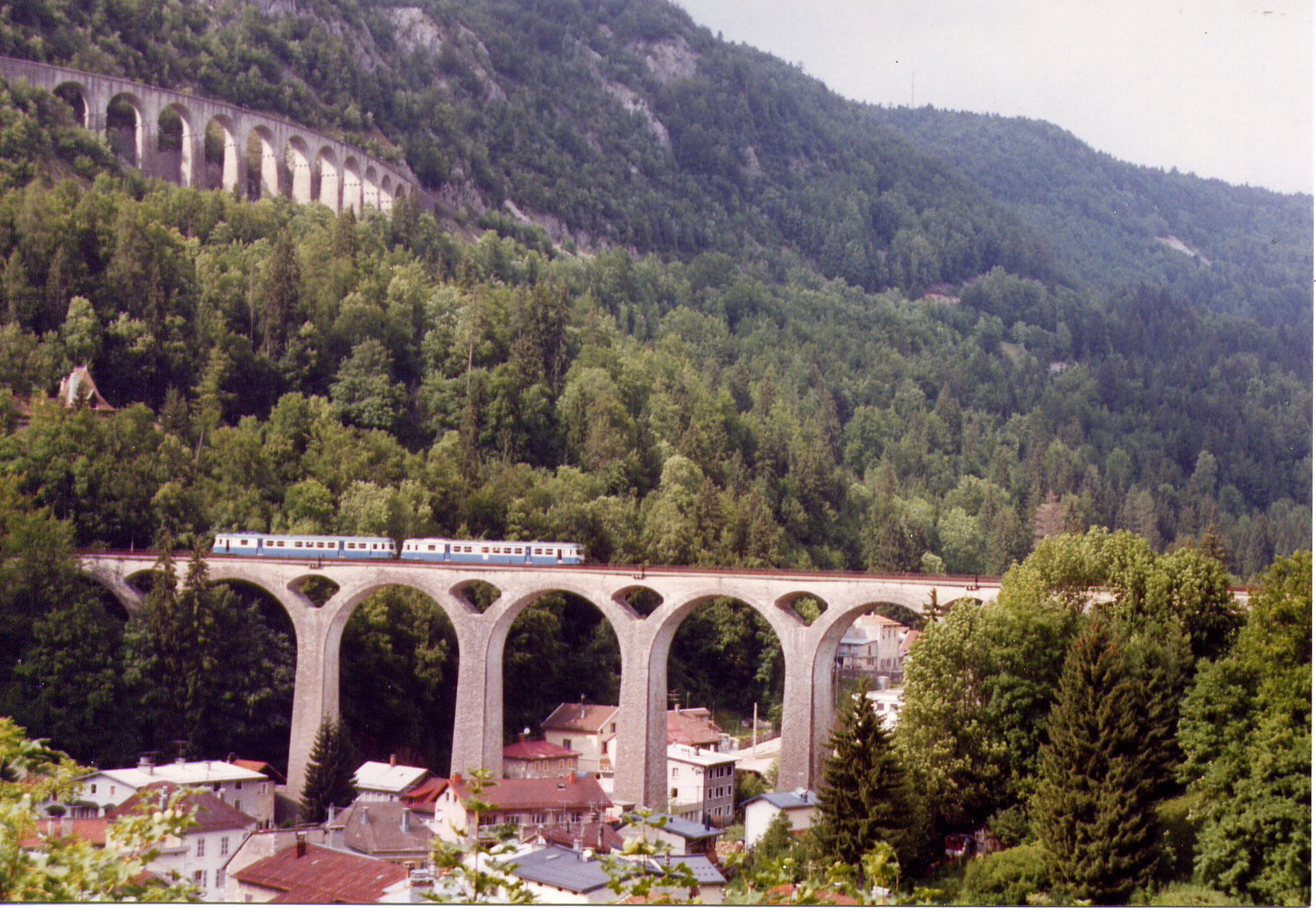
Los viaductos de Morez (Jura, 1912), en la línea de Andelot-en-Montagne a La Cluse
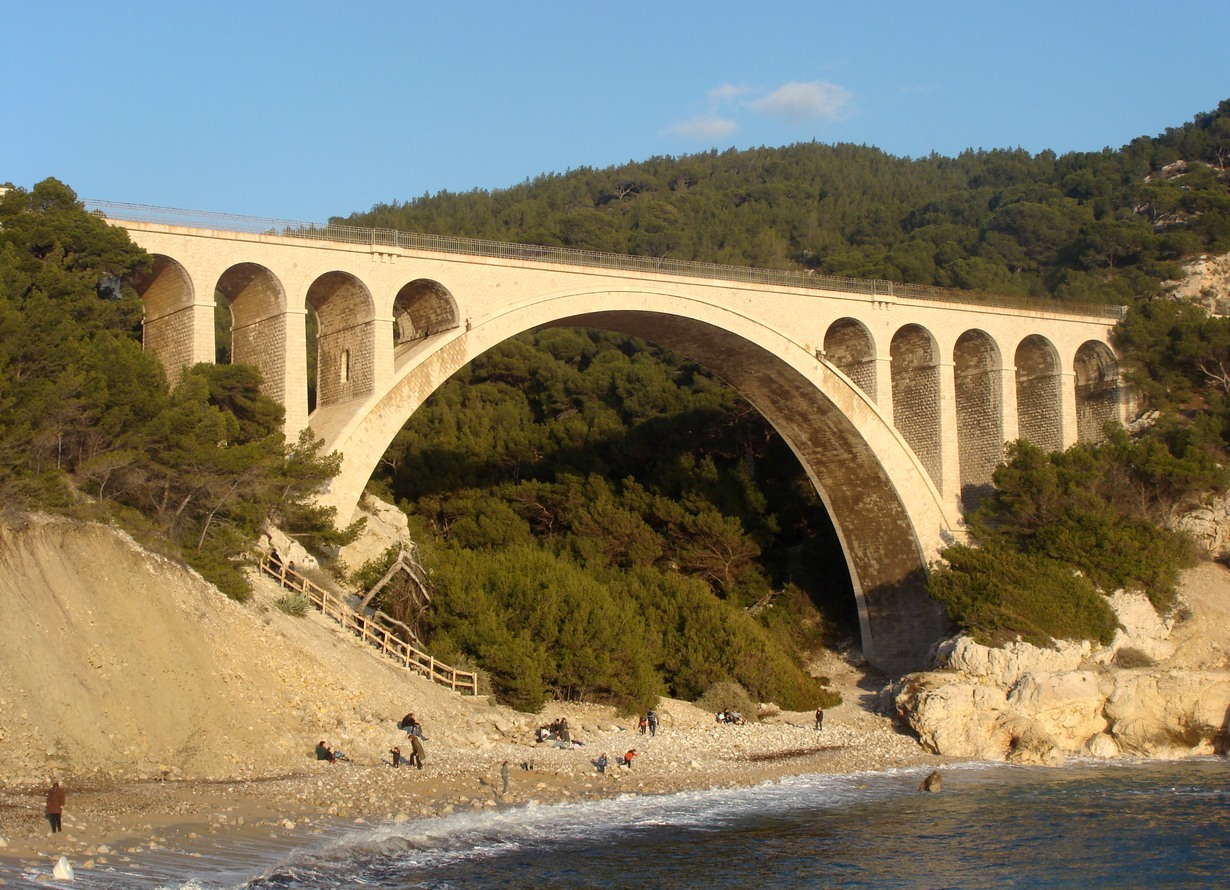
Viaducto de las Eaux-salées, Bouches-du-Rhône (1914)
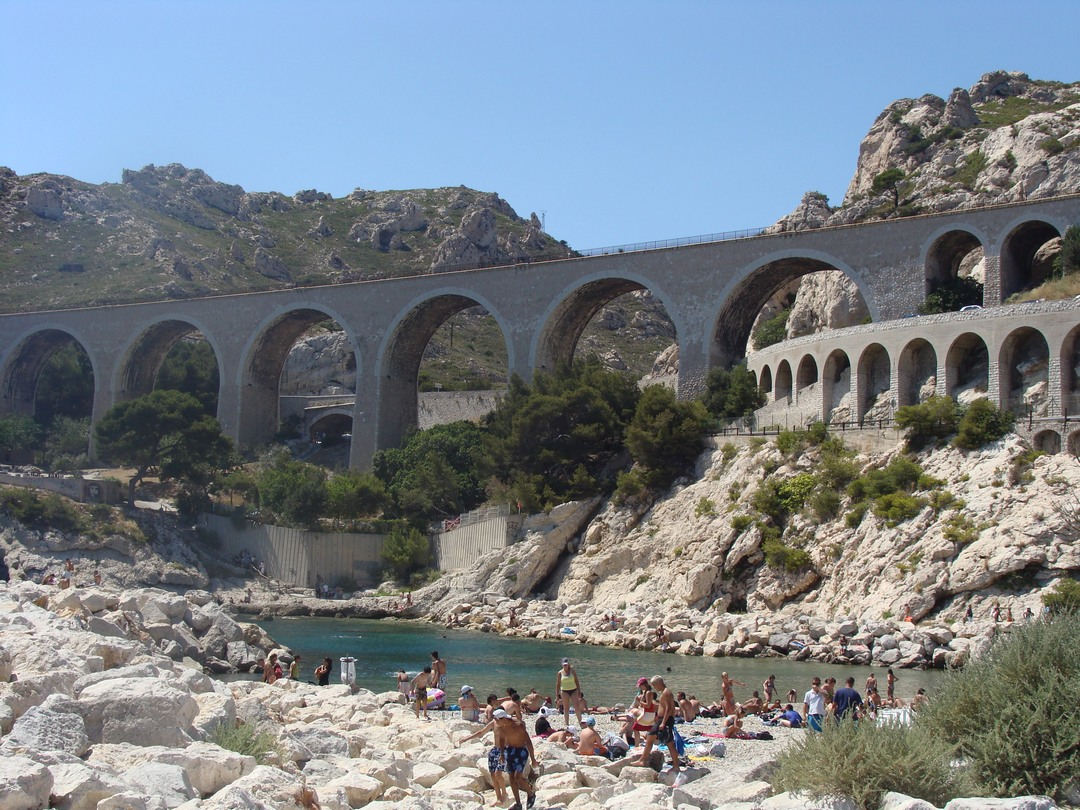
Viaducto de Corbière, Marsella-L'Estaques (1915)
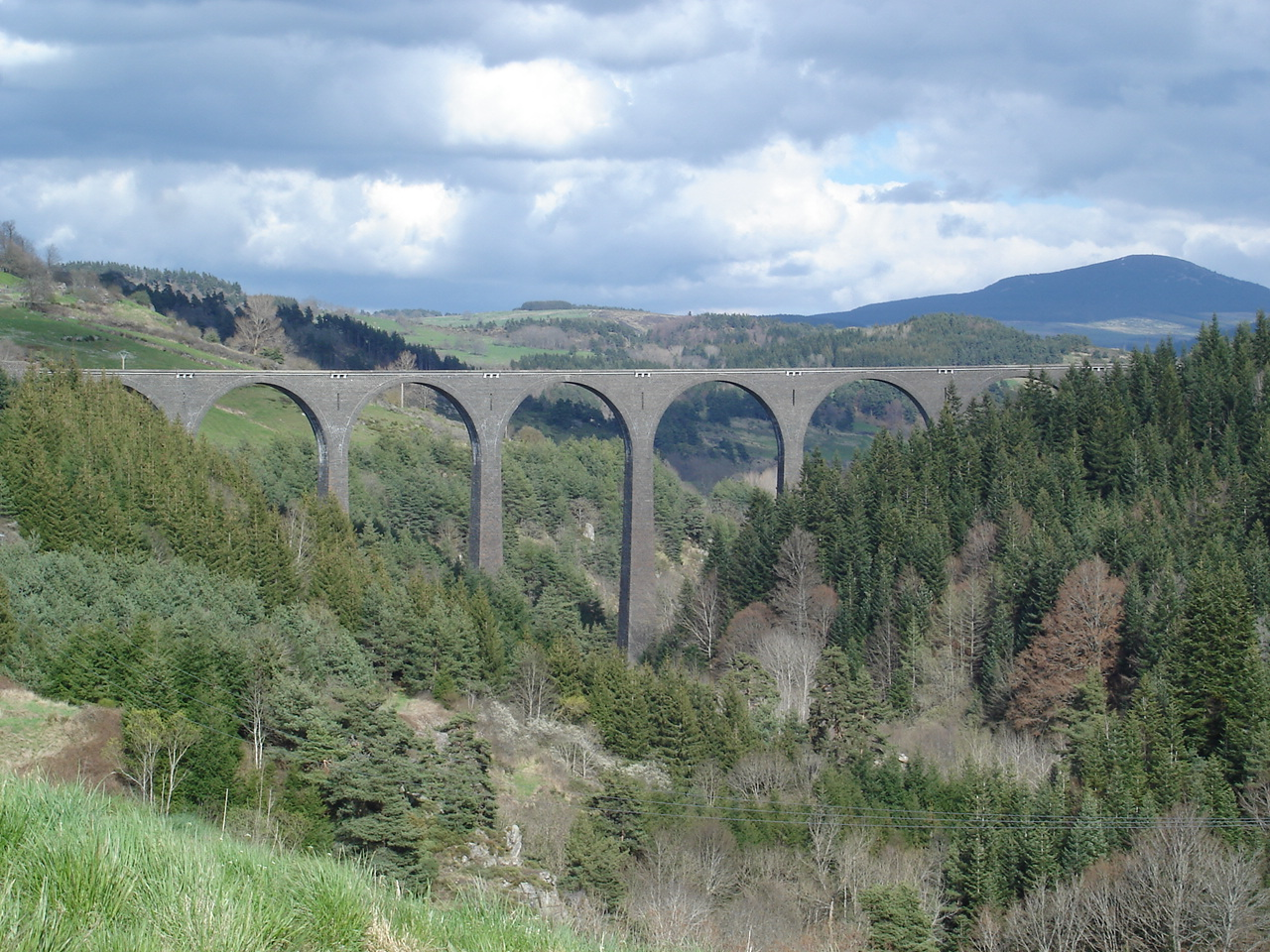
Viaducto de Recoumène, en Monastier-sur-Gazeille (1925)
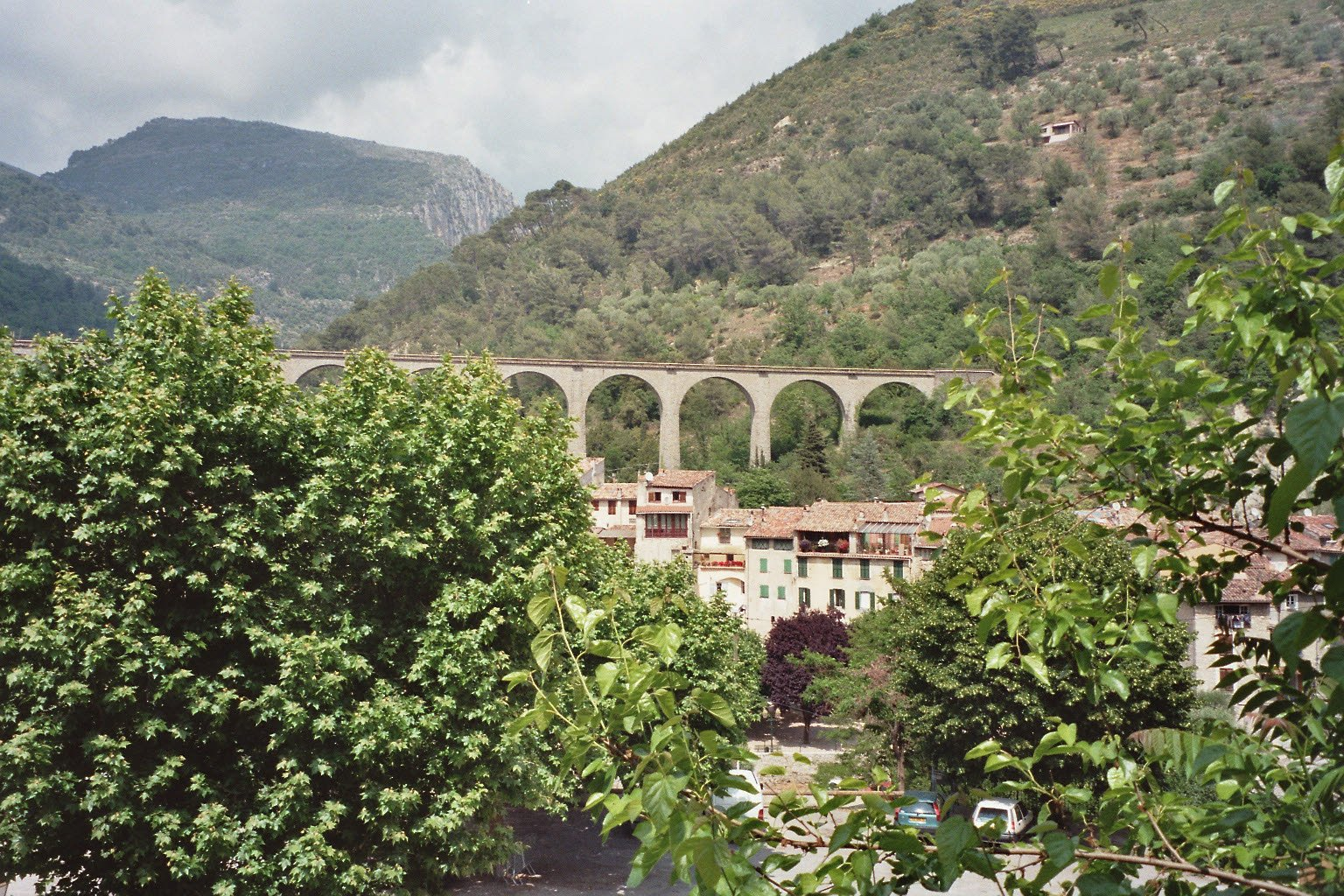
Viaducto de L'Escarène, la línea Tenda (1927)
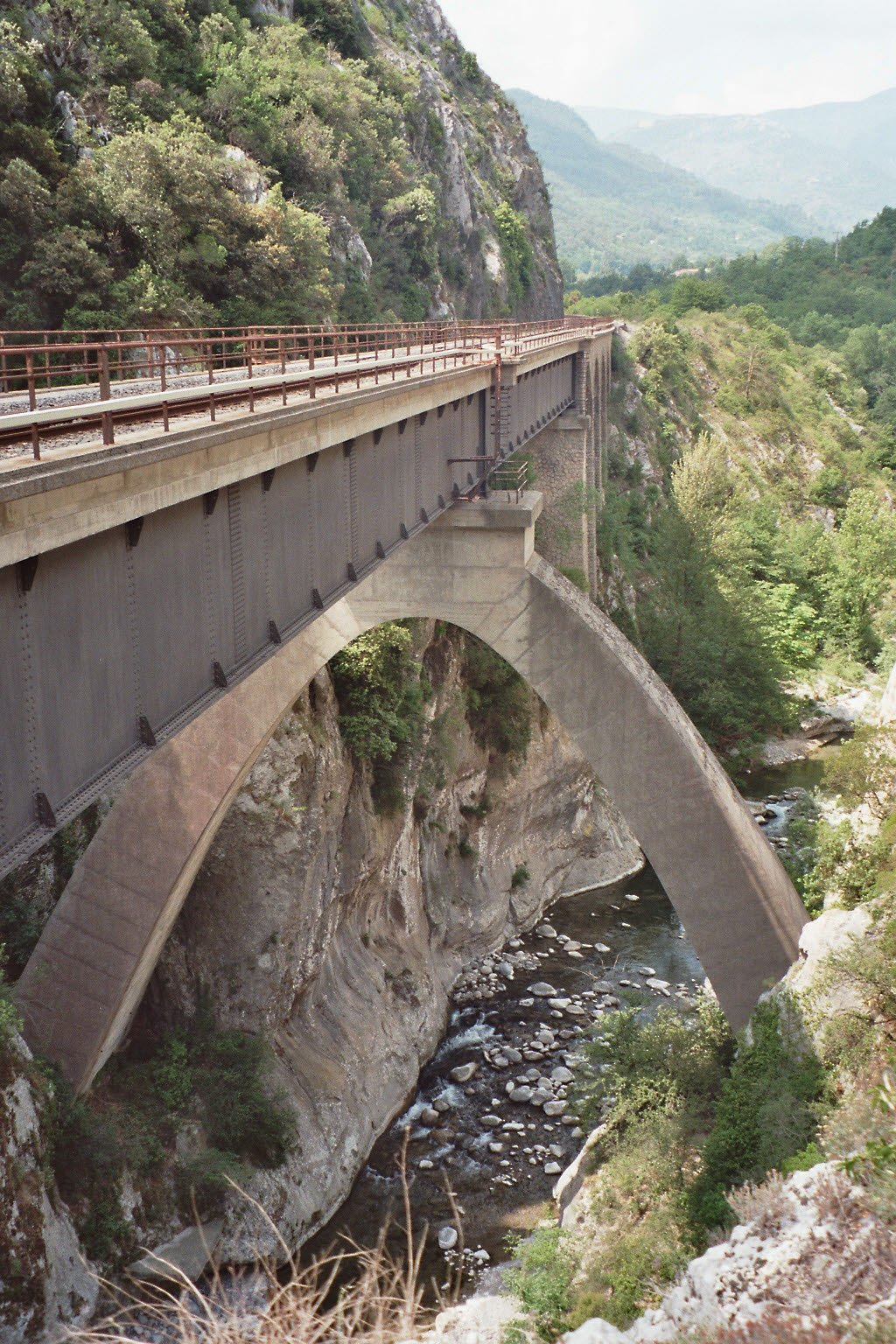
Viaducto de Bevera en la línea Tenda (1927/1962)
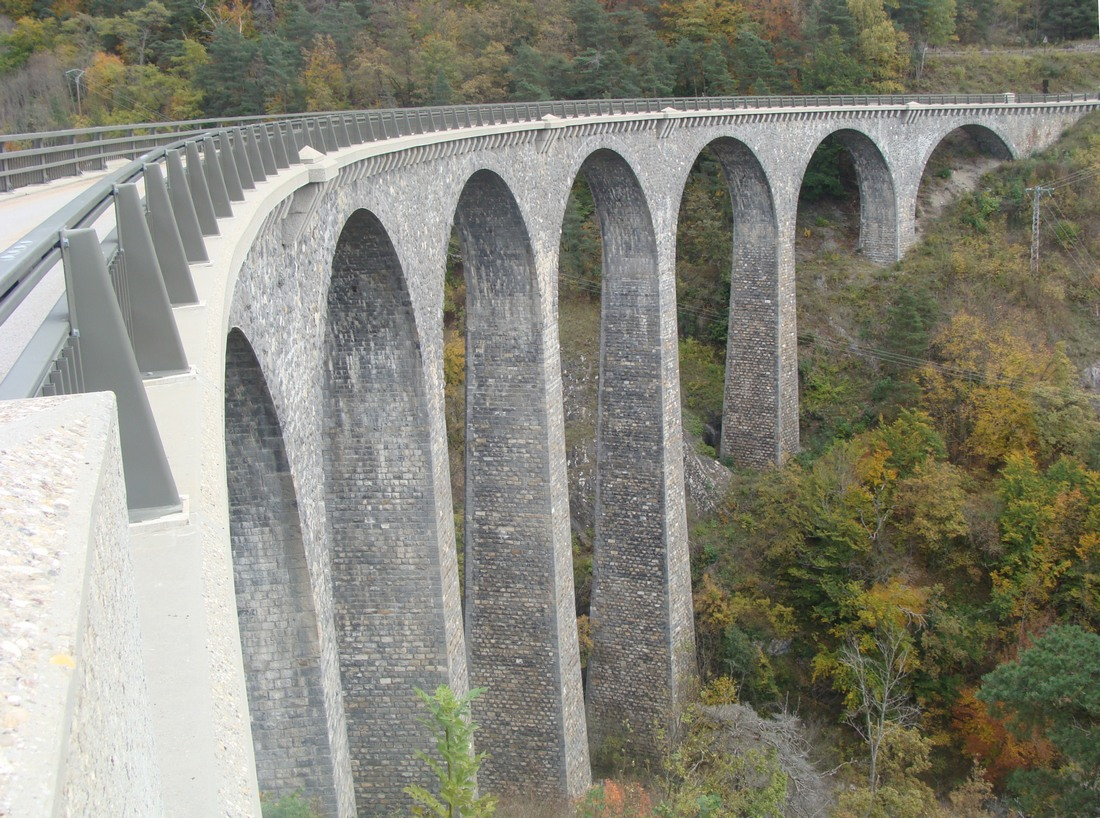
Viaducto de Bonne, en Valbonnais, Isère (1928)

### Ingeniero
- 1888: obras del tren Transcaspiano en Samarcanda (Uzbekistán).
- 1912: línea de Andelot-en-Montagne a La Cluse (Jura).

### Ingeniero jefe
- 1908: línea de Bort-les-Orgues a Neussargues, en el macizo Central.
- De 1920 a 1934: en Marruecos, realización de las líneas de Casablanca a Oued Zem, de Rabat, de Marrakech, y de la unión entre Fez - Uchda, completando la «Vía imperial» Marrakech y Túnez.[5]
- 1926: línea de Coni a Vintimille.

## Vida privada

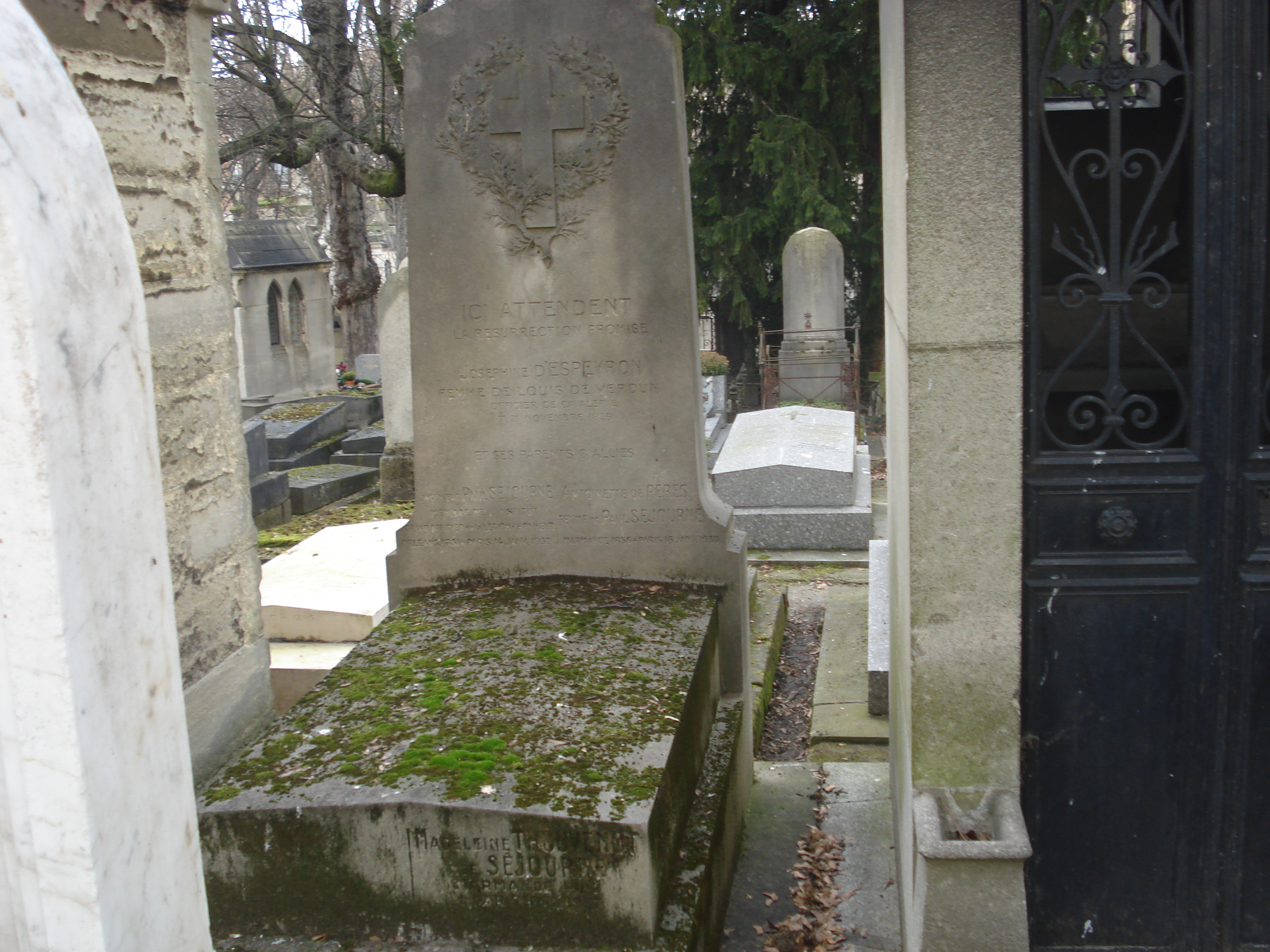
Tumba de Paul Séjourné en el cementerio de Montmartre

Su padre, Jean-Aimé-Eugène Séjourné —nacido en La Ville-aux-Clercs, hijo de Jean Séjourné y Françoise-Claude Babillot— fue nombrado agregado de lycées para la enseñanza de ciencias en 1856, y era entonces responsable de matemáticas puras y aplicadas en el lycée Imperial de Vendôme-
Paul Séjourné esposó a Marie-Rose-Antoinette Lesueur de Peres el 8 de mayo de 1881 en Marmande (acta n.º 19, vista 224/316 del registro 1878/1882), que nació el 22 de octubre de 1854 en Marmande (vista 169/784 del registro 1853/1862), hija de Jean-Louis-Antoine-Nicolas-Auguste Lesueur de Pérès, procurador imperial y de Marie-Louise-Inès Brousteau.
Paul Séjourné y Antoinette Lesueur de Pérès tuvieron cinco hijos:
- Françoise-Aimée-Madeleine Séjourné, nacida el 22 de noviembre de 1882 en Marmande, se casó con Stephen Henry Thouvenot, ingeniero de puentes y calzadas, el 26 de junio de 1907 en París;
- Jacques-Maurice-Louis-Jean Séjourné, nacido el 1 de enero de 1886 en Marmande, corredor de bolsa, tres matrimonios;
- Solange Séjourné, nacida el 19 de febrero de 1887 en Marmande, se casó con René-Gabriel Méchin, ingeniero de puentes y calzadas el 13 de mayo de 1911 en París;
- Maurice-Eugène Séjourné, ingeniero civil de puentes y calzadas, nacido el 15 de septiembre de 1889 en Toulouse, murió en París el 29 de septiembre de 1941;
- Louis-Aignan Séjourné, capitaine aviateur, capitán aviador, hermano gemelo de Maurice, nacido el 15 de septiembre de 1889 en Toulouse, murió en Fort de France (Martinica), el 6 de febrero de 1931.

Los dos hermanos gemelos harán la guerra 1914-1918 en el escuadrilla N 65 – SPA 65
Paul Séjourné está enterrado en el cementerio de Montmartre, 21.ª división, côte avenue Berlioz, con su esposa y su hija Françoise-Aimée-Madeleine Séjourné. En la tumba también descansa Joséphine d’Espeyron, esposa d Louis de Verdun, hija única de Pierre d'Espeyron, que participó en el asedio de Yorktown en 1781, y que terminará su carrera con el ejército de los emigrados, el ejército de Condé.